# Pierwiosnek chiński
Pierwiosnek chiński, syn. pierwiosnka chińska (Primula praetinens), zwyczajowo nazywany też prymulką chińską – gatunek rośliny należący do rodziny pierwiosnkowatych. Pochodzi z Chin. W Polsce jest czasami uprawiany jako roślina ozdobna.

## Nazewnictwo
Dawniej przez botaników był opisywany pod naukową nazwą jako Primula sinensis Sabine ex Lindl.. Przez przetłumaczenie tej nazwy powstała polska nazwa pierwiosnek chiński. Według nowszych ujęć taksonomicznych prawidłowa nazwa naukowa tego gatunku to Primula praenitens.

## Morfologia
LiścieDługoogonkowe, miękko owłosione, sercowojajowate lub podłużnie eliptyczne, klapowane, brzegiem ząbkowane. Spodem często czerwonawe.
KwiatyU formy typowej są różowe lub purpuroworóżowe, a u odmian ozdobnych w bogatej palecie barw, również z kropkowanymi płatkami. Głąbik kwiatowy z kilkoma gęstymi okółkami (tzw. typ kandelabrowy).

## Zastosowanie
W Polsce roślina uprawiana jako roczna roślina doniczkowa. Uprawiana jest w głównie szklarniach i sprzedawana w doniczkach w postaci kwitnących już roślin. Rozmnażana jest z nasion, które wysiewa się od czerwca do sierpnia, we wrześniu doniczkuje, w listopadzie przesadza do większych doniczek. Rozpoczyna kwitnienie od listopada do stycznia i sprzedawana jest w postaci kwitnących okazów. Może być też wysiewana w miesiącach od lutego do czerwca, po wschodzie pikowana do małych doniczek, jesienią do większych, a przez zimę przetrzymywana w chłodniejszym pomieszczeniu (temp. 10-13 st.C). Zakwita wówczas wiosną.

## Odmiany
Wiele, różniących się kształtem, barwą i rozmiarem kwiatów.